# Andrzej Maria Marczewski

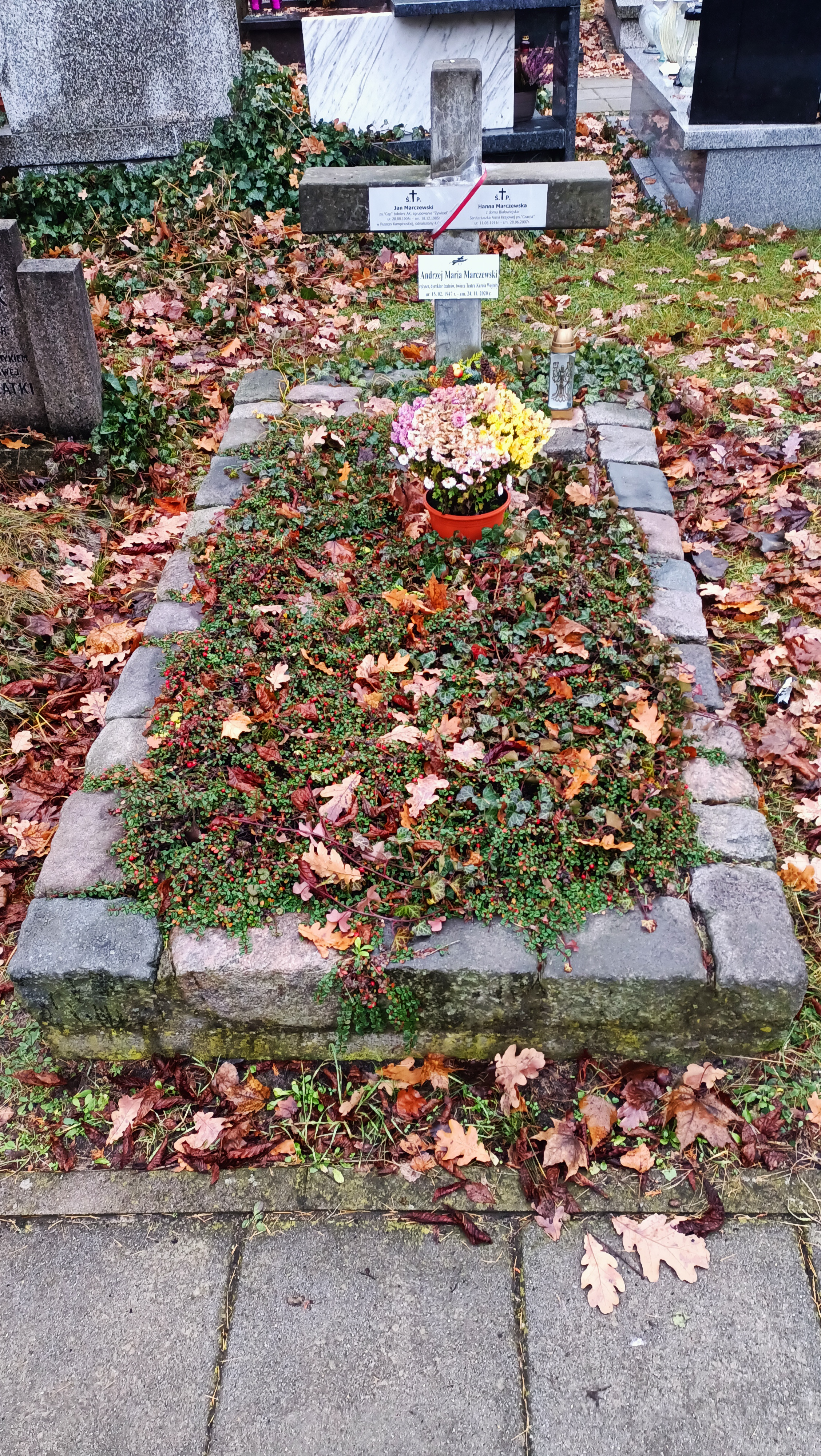
Grób Andrzeja Marii Marczewskiego na Cmentarzu Wojskowym na Powązkach

Andrzej Maria Marczewski (ur. 15 lutego 1947 w Warszawie, zm. 24 listopada 2020) – polski reżyser teatralny, dramaturg, scenarzysta, producent, dyrektor teatrów.

## Życiorys
Od roku 1969 studiował w Państwowej Wyższej Szkole Filmowej w Łodzi, którą ukończył w 1974.
W 1972 założył grupę ARA („Autor, Reżyser, Aktor”). W latach 1974–1977 pracował w Wytwórni Filmów Czołówka, następnie jako dyrektor naczelny i artystyczny w Teatrze Dramatycznym w Wałbrzychu (1977–1981), potem na podobnym stanowisku w Teatrze Dramatycznym im. Jerzego Szaniawskiego w Płocku (1981–1984) oraz w Teatrze Rozmaitości w Warszawie (1982–1985).
W 1985 wyjechał na rok do Jugosławii, gdzie reżyserował w teatrach w Belgradzie, Splicie, Dubrowniku, Mostarze i Sarajewie.
Od 1986 do 1988 jako dyrektor naczelny i artystyczny w Bałtyckim Teatrze Dramatycznym im. Juliusza Słowackiego w Koszalinie, skąd przeniósł się do Bydgoszczy, gdzie w latach 1988–1994 był dyrektorem naczelnym i artystycznym Teatru Polskiego, a dodatkowo w 1991 pełnił obowiązki dyrektora naczelnego miejscowej opery
.
Od 1994 kierował prywatnym Studio Teatrem Test, Teatrem Mentalnym; współpracował z Telewizją Polską i z teatrami w Bielsku-Białej, Łodzi (Teatr Nowy), Słupska (Nowy Teatr im. Witkacego), Białegostoku (Teatr Dramatyczny) oraz ze scenami zagranicznymi. W styczniu 2013 został dyrektorem Teatru Małego w Tychach. W 2018 otrzymał Brązowy Medal „Zasłużony Kulturze Gloria Artis”